# Pomodori della boscaglia

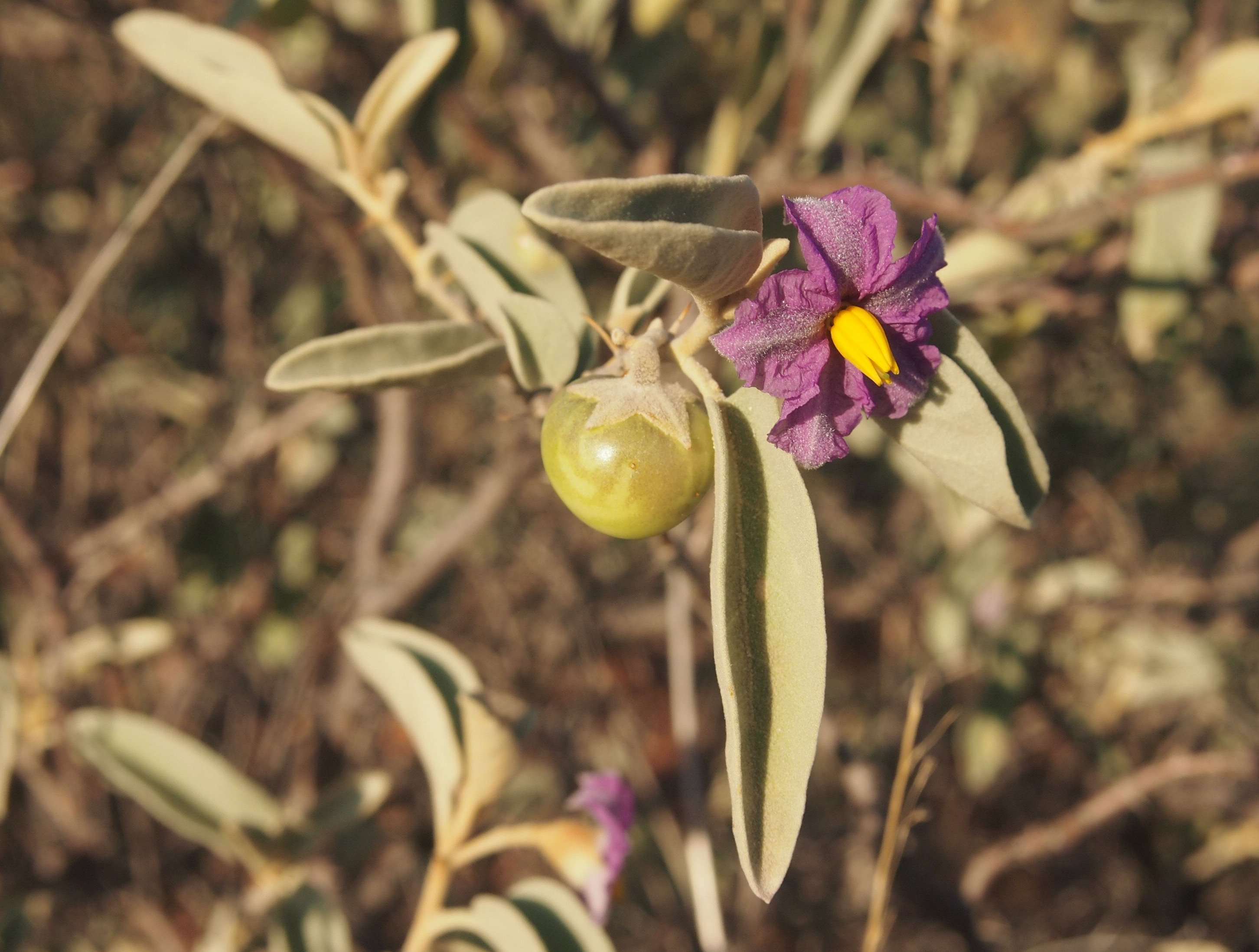
Frutto di un pomodoro della boscaglia

I Pomodori della boscaglia o pomodori del bush (inglese: bush tomatoes) sono piante di pomodori che crescono nel bush australiano; benché facciano parte della famiglie delle solanaceae e quindi dei pomodori sono più vicine alle melanzane (S. melongena).
Ci sono 94 (per lo più perenni) specie native e 31 (per lo più annuali) specie introdotte in Australia..
Il frutto di alcune di queste specie  è stato usato come fonte di cibo dagli Aborigeni delle aree più aride dell'Australia..
Alcune specie di Solanum contengolono livelli significativi di solanina tali da renderle altamente velenose..

## Specie edibili
Alcune specie edibili sono:
- Solanum aviculare Mela del canguro[2]
- Solanum centrale, nota anche come uva passa del deserto,[1] bush raisin o bush sultana, o con il nome indigeno kutjera
- Solanum chippendalei pomodoro della boscaglia, chiamata così dal botanico George Chippendale[1]
- Solanum diversiflorum  pomodoro della boscaglia, karlumbu, pilirta, wamurla[1]
- Solanum ellipticum patata della boscaglia, molto simile alla Solanum quadriloculatum che è velenosa.[1]
- Solanum laciniatum mela del canguro.[3]
- Solanum orbiculatum Solanuma  tutto tondo[1]
- Solanum phlomoides pomodoro selatico.[1]